# Corredor Atlántico

Mapa con la red troncal del corredor 7 europeo en color amarillo.

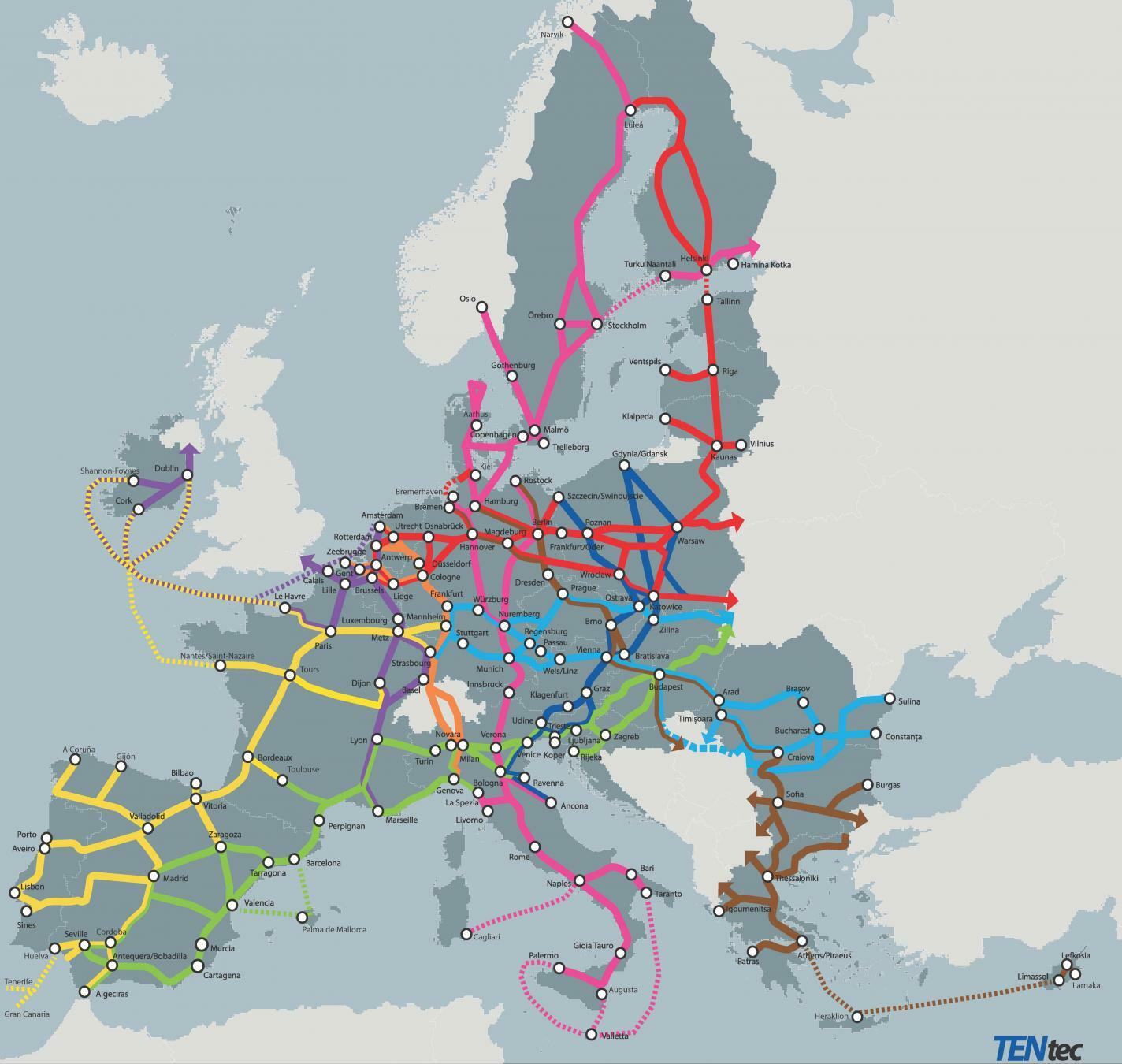
Mapa con la red troncal extendida del corredor 7 europeo en color amarillo.

El Corredor Atlántico en España fue el término bajo el cual se denominaba un conjunto de líneas ferroviarias que, en su gran mayoría, forman parte del Corredor Atlántico europeo (corredor 7), incluido en la Red Transeuropea de Ferrocarril. Junto con el Corredor Mediterráneo, fue uno de los dos  corredores principales de la red europea. Y que posterga hasta más allá de 2050 cualquier iniciativa en el corredor Atlántico. Hasta el momento no pasa de algunos bocetos basados en replicar mapas con hitos que no aciertan a replicar de forma exacta, y que abordan con una fidelidad mucho más escasa las previsiones presupuestarias.  .

## Recorrido
Conecta los puertos de la fachada atlántica con el interior y el resto de Europa. No es un corredor lineal, sino que su forma asemeja más bien a una estrella, debido a que su fin es unir numerosos puertos de la fachada atlántica tanto con Madrid como con la frontera francesa a través del paso de Irún.
El tramo principal es el que recorre Madrid-Irún, a través de la línea convencional reformada y las líneas de alta velocidad que componen este recorrido: LAV Madrid-Valladolid, parte de la LAV Valladolid-León, LAV Venta de Baños-Burgos-Miranda de Ebro y la Y Vasca. 
De ese tronco salen ramales (red principal extendida) para pasajeros y mercancías a Bilbao, Oviedo, Gijón y Avilés (desde Venta de Baños), y Portugal vía Salamanca (desde Medina del Campo). También se incluye el eje transversal gallego, mixto entre La Coruña y Santiago de Compostela, y hasta Vigo para mercancías. La conexión entre este eje y el principal se realiza a través de la línea de alta velocidad Olmedo-Zamora-Galicia para viajeros, y desde León para mercancías. Santander se unirá a la vía a través de Bilbao.
Se prevén nodos logísticos en Madrid, Valladolid, Lezo, Gijón, Salamanca, Monforte de Lemos, Vigo y La Coruña.

## Características
El corredor, al pertenecer a una Red Transeuropea de Transporte, se construye de tal modo que sea compatible con los trenes que recorren Europa completa. Por ello, el corredor dispondría de ancho internacional (1.435 mm), electrificación a 25 kVac y sistema de control ERMTS. Los apartaderos permitirían la circulación de trenes de 750 metros de longitud. Toda la vía es doble.
La vía convencional que forma parte del corredor ha de ser reformada para cumplir con estos parámetros.

## Construcción
El corredor de pasajeros se encuentra en construcción en su mayor parte, salvo Madrid-Valladolid, Orense-La Coruña y La Coruña-Vigo que se encuentran en servicio, el tramo entre Burgos y Vitoria que se encuentra en proyecto, y algunos tramos de la Y Vasca que no han sido licitados. En cuanto a mercancías, no existen tramos licitados, salvo la Y Vasca en la que viajeros y mercancías comparten vías.

## Financiación
La financiación del Corredor Atlántico Noroeste ha generado a menudo tensiones debido a los recursos públicos que se han destinado a propiciar el avance de otros ejes, como el Mediterráneo. Personajes de notable referencia, como el expresidente gallego  Alberto Nuñez Feijoo o Pablo Junceda (presidente de la Asociación para el Progreso de la Dirección en Asturias), han reclamado en diversas ocasiones los fondos necesarios para terminar una conexión que desde los círculos políticos y económicos se considera fundamental para el progreso del noroeste peninsular. Para financiar las obras de esta infraestructura se plantea incluso el acceso a fondos europeas y su importancia para el territorio es tan alta que se defiende a menudo y con vehemencia por políticos y empresarios.